# リトラクタブル・ヘッドライト

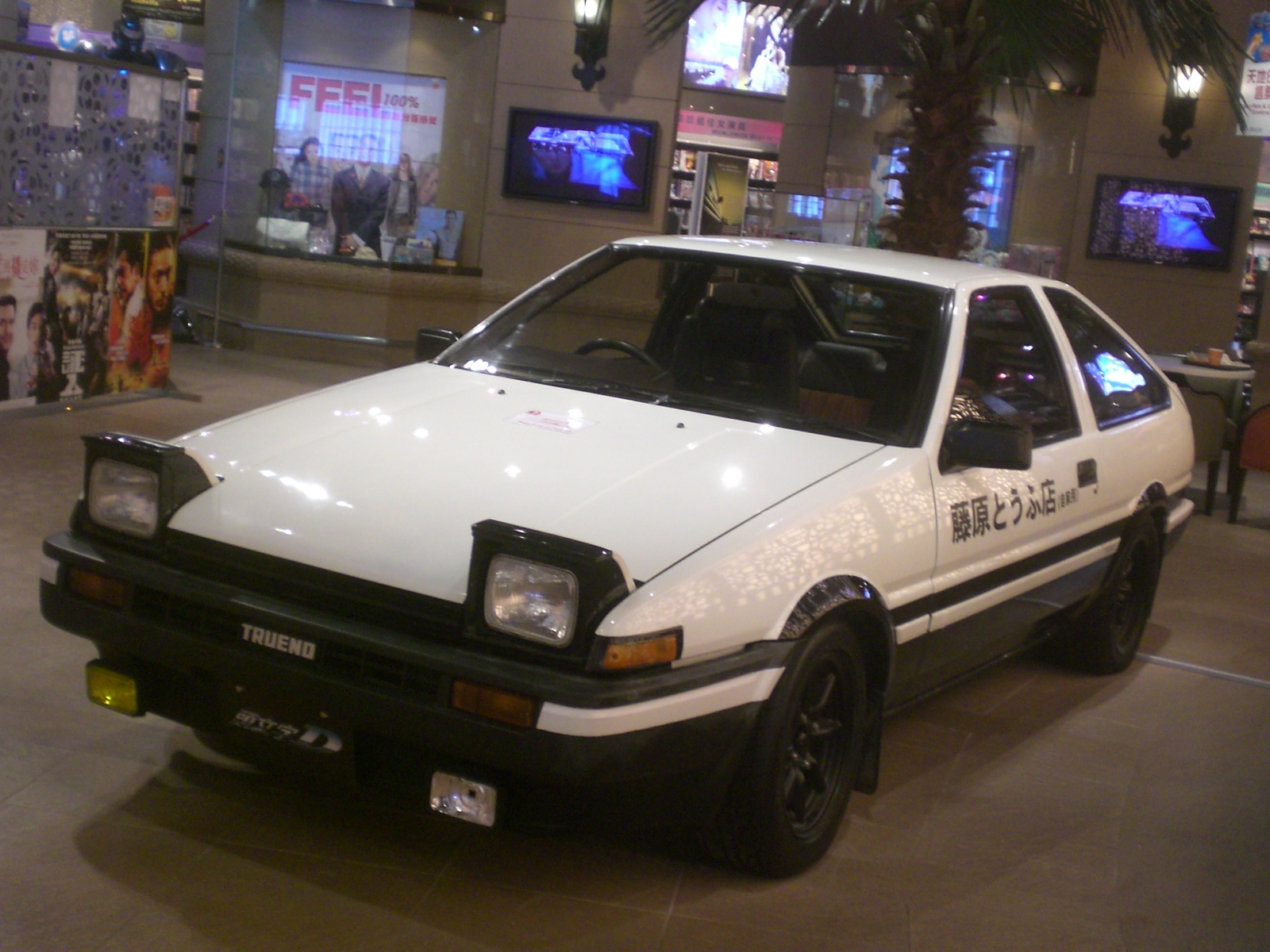
リトラクタブル・ヘッドライト車の例。
トヨタ・スプリンタートレノ（AE86型、1983 - 1987年）

リトラクタブル・ヘッドライト（Retractable headlights）は、車体内部に格納できる方式の前照灯である。
通常のヘッドライトは自動車の前部に固定して据え付けられているのに対して、リトラクタブル・ヘッドライトは消灯時はボンネット内部に埋没しており、点灯時のみ外部に展開される構造となっている。日本語では格納式前照灯（かくのうしきぜんしょうとう）と称する。
他の格納式（可動式）ヘッドライトとしては、他にポップアップ式、上下スライド式、反転式等が存在する。

## 考案された背景
自動車の車体前部の高さを下げることは空気抵抗の減少につながるが、前頭部に装備するヘッドライトの最低地上高は歩行者に対する安全上の理由から規制があり、極端に低い位置には設置出来ない。またヘッドライトの存在は車体デザインの自由度を制約し、カーデザイナーは古くからヘッドライトの取り扱いに苦慮してきた歴史もある。これらの課題を両立させるため、「必要な時だけ、法規制を満たす高い位置に露出するヘッドライト」として着想されたのが「リトラクタブル・ヘッドライト」である。
特に、アメリカにおいては1984年のFMVSS改定まで「SAE規格型」の丸形・角型灯体以外使用することができなかった。その規格型のライトを使用したままフロントノーズを低くするには「不使用時には格納」するしかなかったという事情もある。このため、当時セクレタリーカーとして人気を博していた日本車のクーペ（S13系日産・シルビアやE80・E90系トヨタ・カローラレビン）の北米仕様車では、同系のリトラクタブル・ヘッドライト車のフロントマスクが流用されたケースもある。
規格型ではない灯体を用いたリトラクタブル・ヘッドライト車はホンダ・NSXやフェラーリ・348（仕向地による）等があるが、いずれもFMVSS改定後の車両である。

## 形態
ヘッドライトユニットの前縁を持ち上げるタイプが多い。また、一部には、オペル・GT、2~4代目シボレー・コルベットのようにユニット自体を反転させるタイプやリンカーンに代表されるアメリカ車の高級セダンでは、直線に切り立ったカバーからライトが回転して飛び出すというギミックを備えたものが多かった。また、ランボルギーニ・ハラマ、いすゞ・ピアッツァ、ホンダ・バラードスポーツCR-Xなどのヘッドランプの半分または四分の一だけを覆うカバーのみを開閉するタイプや、格納時にも前照が可能なセミ・リトラクタブル・ヘッドライトと呼ばれるタイプもある。また、通常のリトラクタブル式がカバー部とライトが一体で、弧を描いて上下するのに対して、ライト自体がカバー部と別体で、垂直に移動する方式もあり、日産・フェアレディZ（Z31型）、マツダ・サバンナRX-7（FC3系）や初期の三菱・GTO等が採用した。Z31型のヘッドライトは『パラレルライジングヘッドランプ』と呼ばれた。この方式は高速走行中に、ライトを瞬間的に点灯し前方の車に追い抜きの意思表示をするパッシングのため、ヘッドライトを展開した際に空気抵抗が増大するのを避けるため、格納時のままでもライトを点灯できるようにするためである。しかし、当時の日本の保安基準では、この用途では認可が下りなかった。
また、オペル・GTには横に回転する、特異なタイプの可動式ライトが装着されているほか、ジャガー・XJ220などヘッドライトを覆うカバーを移動させるタイプもある。
開閉の動力は、初期にはエンジンの吸気管圧力を利用したものやワイヤによる手動式もあったが、1980年代にはモーターの回転運動を用いる電動式が一般的となった。

## 歴史
非常に古い採用例では、アメリカ合衆国の独立系メーカーであったコードが1935年から1937年の経営破綻まで少量生産した前輪駆動の高級車、コード・810/812 (en: Cord 810/812)がある。棺桶といわれたこのモデルのユニークなデザインは、空力よりもスタイリングの見地から導入された手法で、独立したフェンダーの頂点部にヘッドライトを収納できた。当時コードに追随した事例はほとんどなく、クライスラー系中級車のデソート1942年モデルが第2の採用例となった。これもやはりスタイリングの新鮮味を狙ったものであったが、アメリカ車の1942年モデルは戦時体制で民生供給が中止されたことからデソートも生産中止、1946年の生産再開時には通常の外付けライトに変更された。
本格的に盛んとなったのは1960年代以降で、1963年のロータス・エランなどが初期の例である。
日本では1967年のトヨタ・2000GTで初めて採用された。1970年代後期以降スーパーカーブームをきっかけとして一般に広く認知され、マツダ・サバンナRX-7をはじめとするスポーツカーに採用されたため、当時はスポーツカーを象徴する代表的なパーツと見られるようになった。1980年代に入ると日産・パルサーエクサ、ホンダ・アコードやクイントインテグラ、トヨタ・カローラII（および兄弟車のコルサ、ターセル）、マツダ・ファミリアアスティナなどをはじめとするセダンやハッチバック型の乗用車にまで採用され、一時的なブームともいえる状態となった。なお、1,300 cc未満の小型乗用車や軽自動車での採用例はなかった。またT160系のセリカとコロナクーペのように、既存車種にリトラクタブルを追加もしくは廃止することで新規派生車種を作る例もある。
その後以下のような理由から、採用する車種は全世界的に減少する。
リトラクタブルの問題点
- 性能の悪化
  - 展開時、空気抵抗が増大する。
  - 部品点数の増加により重くなる。
- 安全面・信頼性の問題
  - 開閉機構が複雑で部品点数が増加し、コスト面と信頼性で不利。
  - 突出したライトは、対人事故の際、対象に重度の傷害を与える恐れがある。
  - 事故時や、寒冷地での凍結時ではライトが展開しなくなる恐れがある。

実用上の意義の希薄化（リトラクタブルである必要性の低下）
- 北米におけるライト最低地上高規制の緩和。
- プロジェクターライトやマルチリフレクター式のライトの実用化。配光をレンズカットにより行う必要がなくなったことなどから、それまで垂直にならざるを得なかった前面レンズが単なるライトカバーとなったため、スラントさせたり任意の曲面とすることが可能となり、空力やライトデザインの制約が大きく減った。
- 一部の国や地域ではヘッドライトの走行時終日点灯を義務づけている。そのような場合は走行中にライトを格納することがないため、装備する意味がほとんどない。

マイナーチェンジ（三菱・GTO、ホンダ・NSX、ランボルギーニ・ディアブロなど）やフルモデルチェンジ（ホンダ・プレリュード、トヨタ・スプリンタートレノ、トヨタ・MR2→MR-Sなど）でリトラクタブル・ヘッドライトは廃止されて行き、2002年8月、マツダ・RX-7の生産終了を最後に日本製乗用車での採用例は消え、2005年2月11日、シボレー・コルベットのフルモデルチェンジを最後に、リトラクタブル･ヘッドライトは新車市場から一旦消滅した。
またユーザー･ショップレベルのカスタムの話になると軽量化やライト使用時の空気抵抗低減、修理コストダウンと言った理由から同系車種の固定式ヘッドランプに変更(その最たる例の一つがシルエイティである)する例やサードパーティー製固定式ヘッドランプに変更する例、場合によっては前期から後期(風)、国内仕様から海外仕様(風)にするための一環として固定式に変更することもある。

開閉両態 マツダ・ファミリアアスティナ
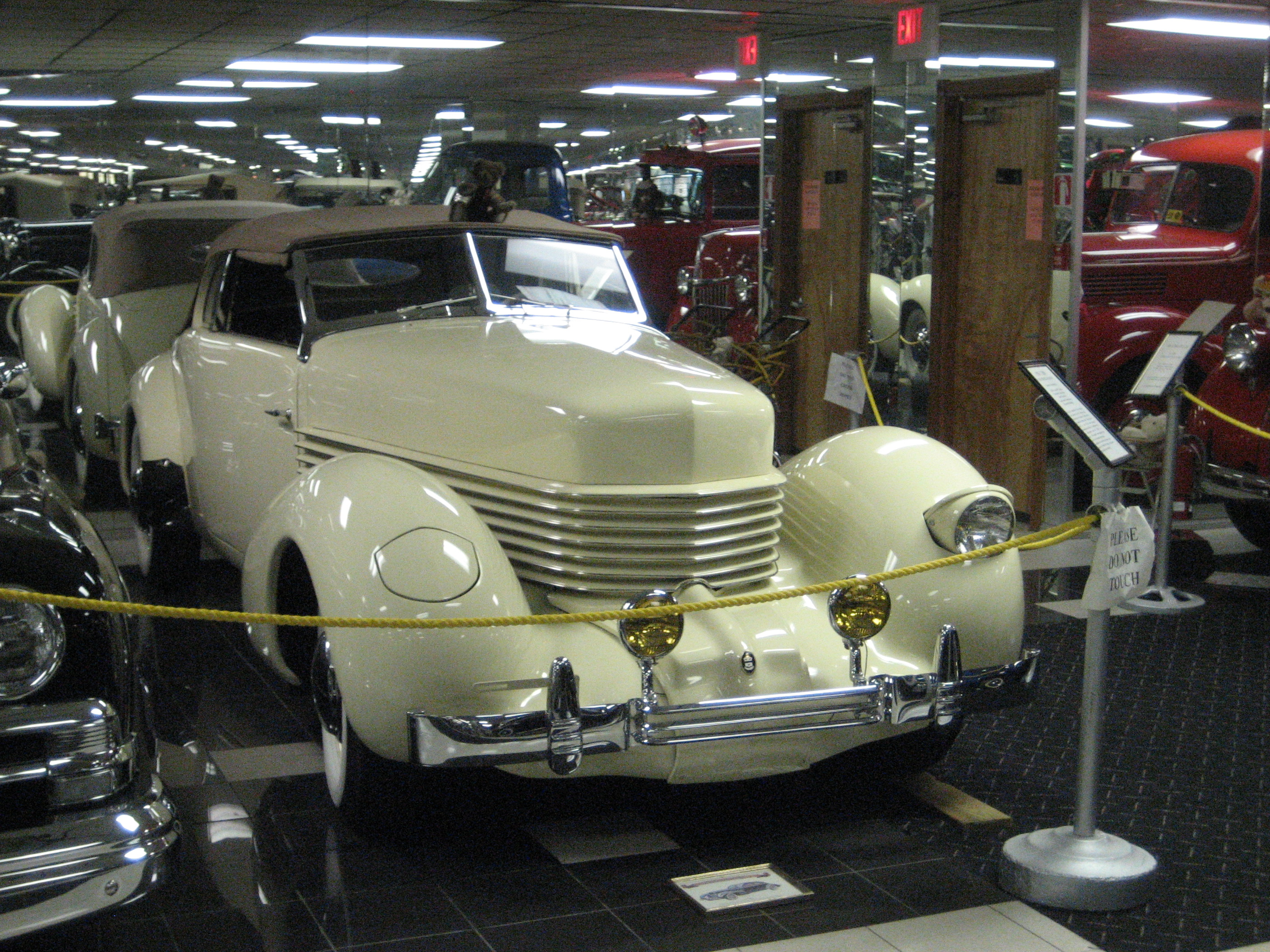
1936年型コード810。片側ライトを上昇した状態
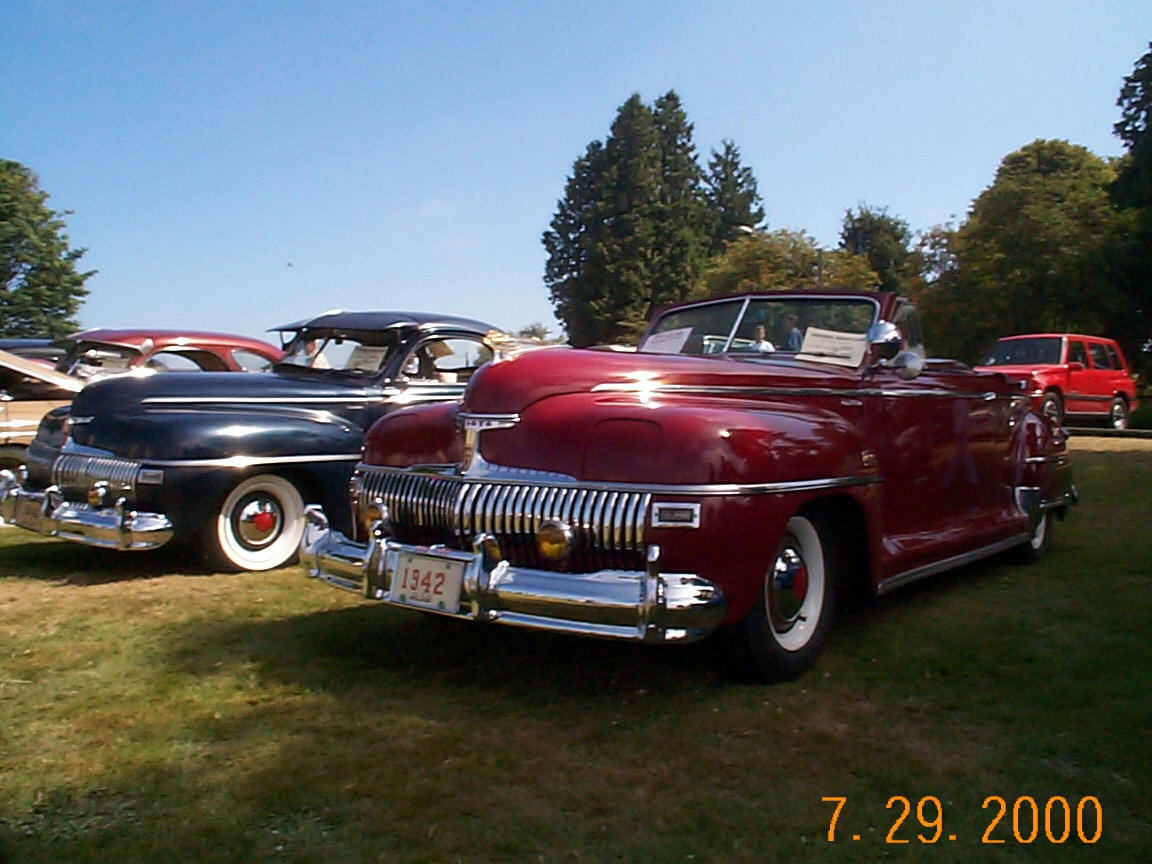
1942年型デソート。グリル上にライトパネルが見える
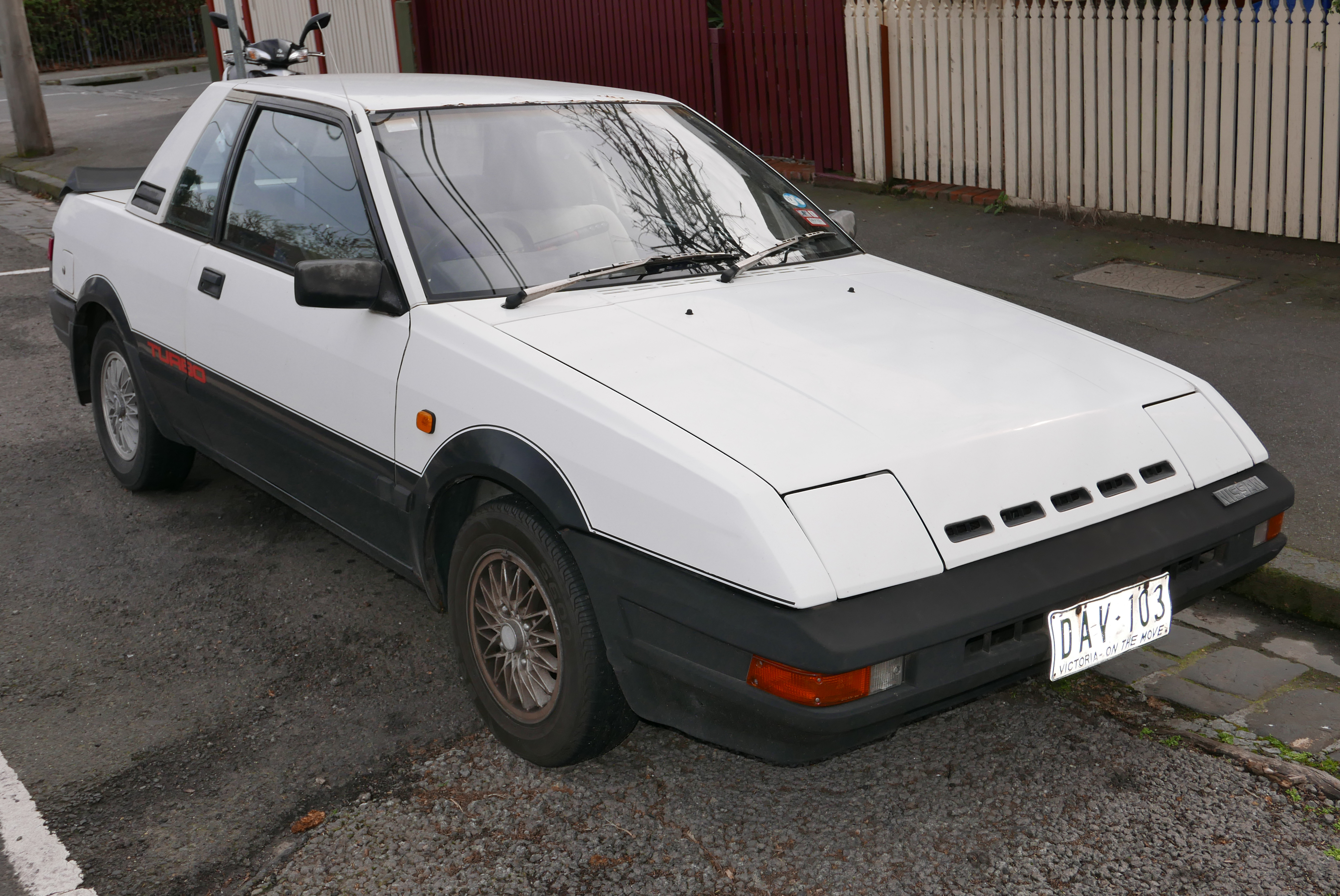
1982年4月登場した日産・パルサーエクサ（EXA）
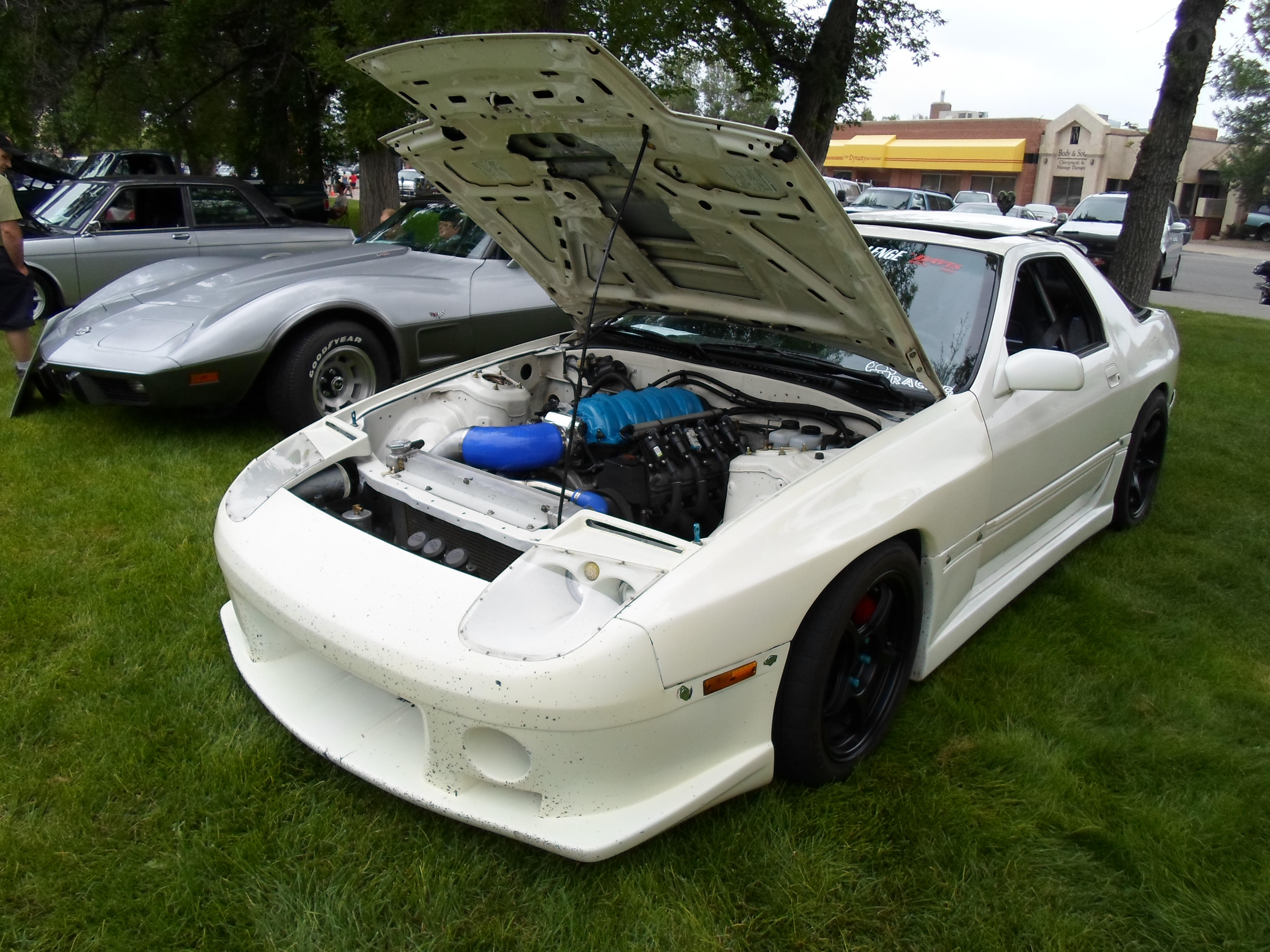
純正のリトラクタブルから社外品固定式ヘッドランプに変更された例。 マツダ・RX-7(FC)
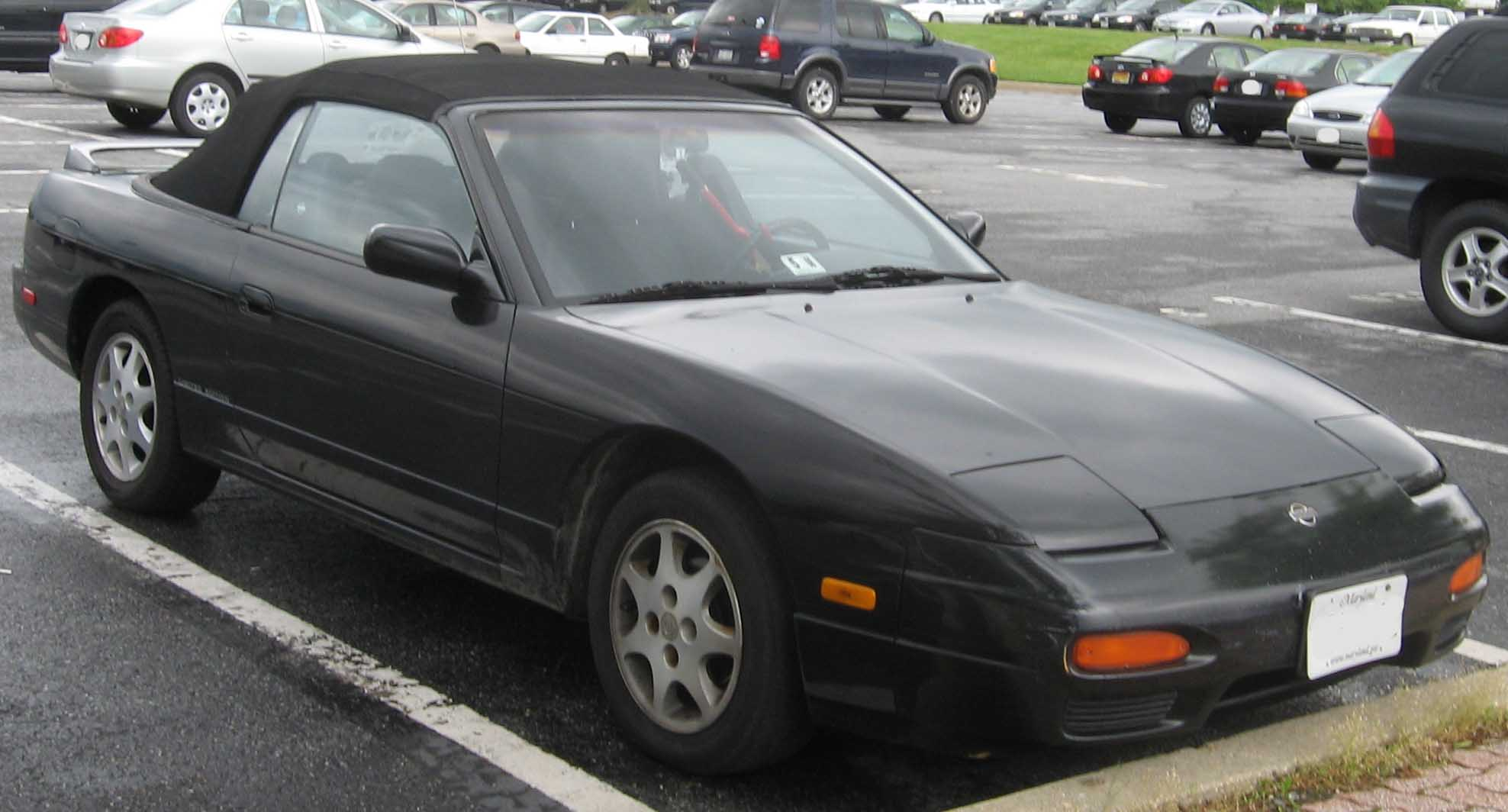
S13型日産・240SXコンバーチブル。 日本仕様のシルビアでは固定式だが、北米での規制への対応のために180SXと共通のリトラクタブルに変更されている。
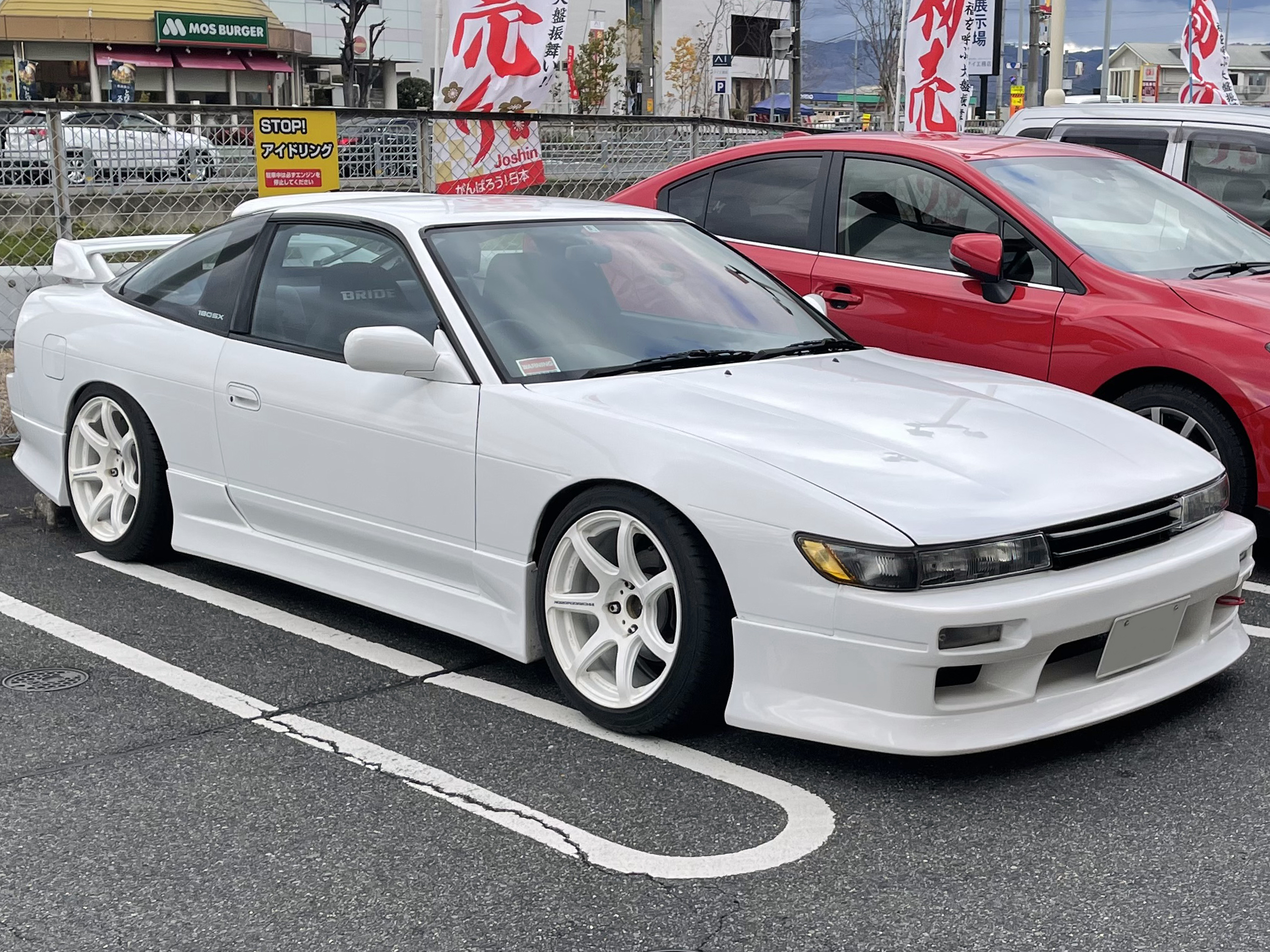
シルエイティ。240SXとは逆に、180SXの軽量化や修理コスト低減などを目論んでリトラクタブルから固定式に変更したことに端を発する改造車。
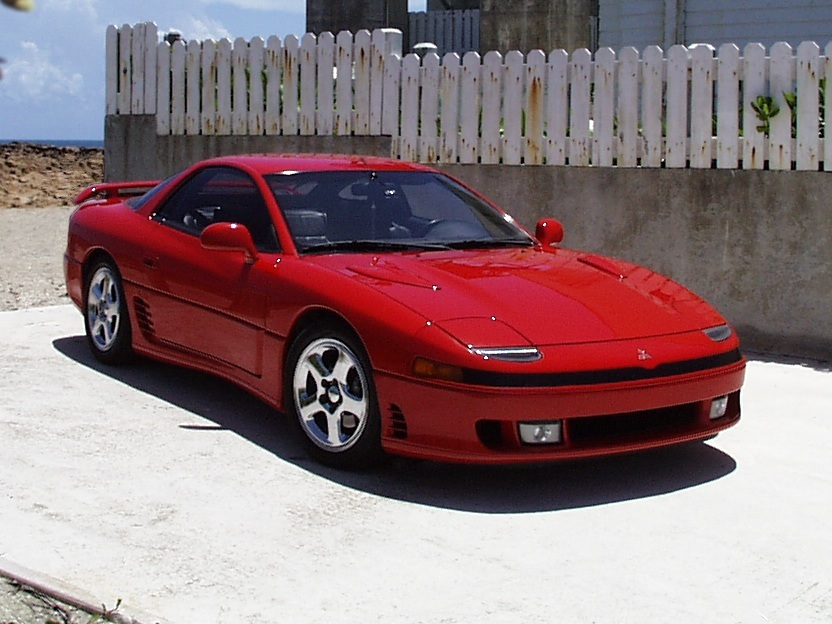
初期モデルはリトラクタブルヘッドライトであった三菱・GTO
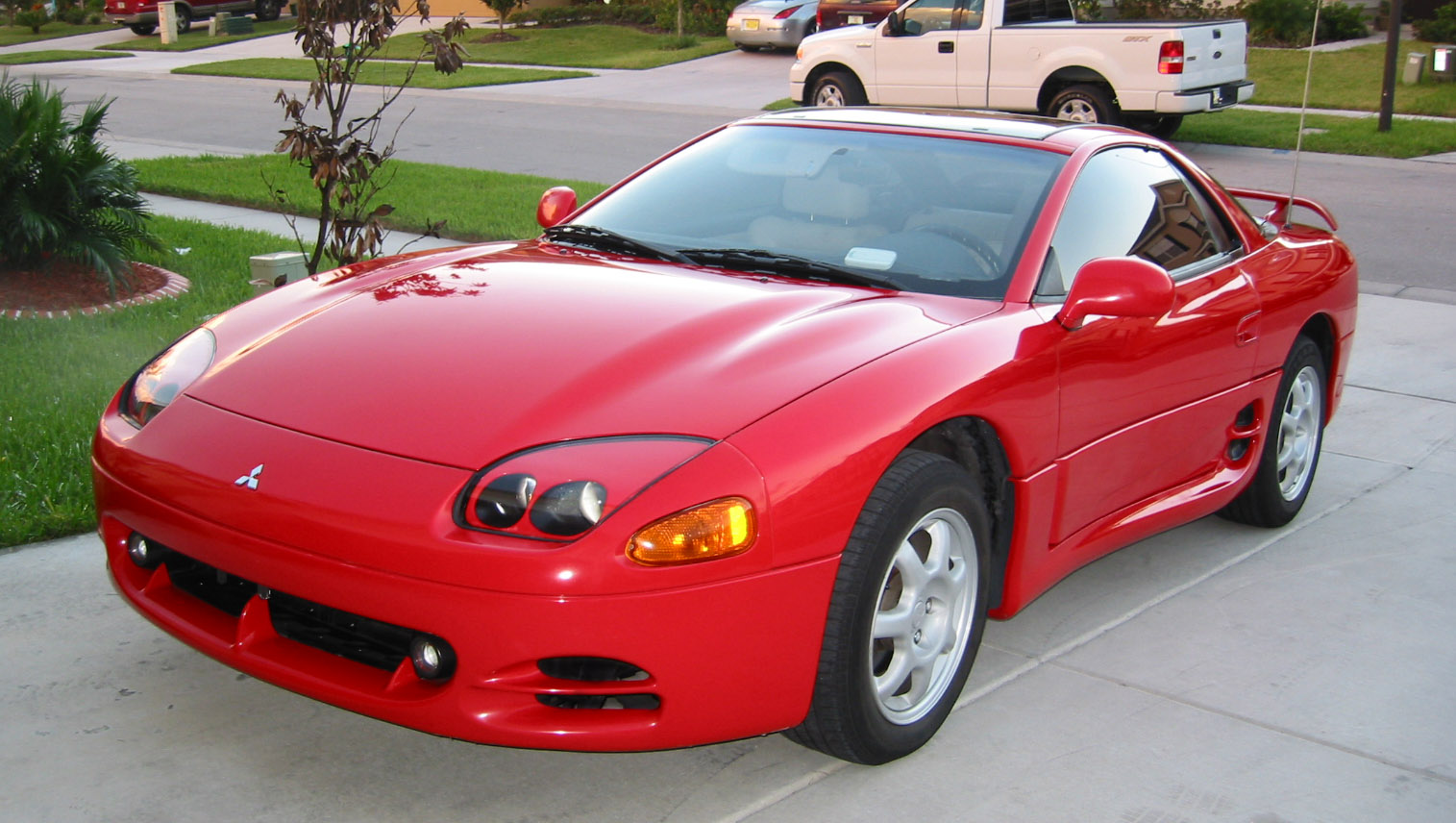
フェイスリフトによって固定式に変更された三菱・GTO